# Egnasia rufifusalis
Egnasia rufifusalis är en fjärilsart som beskrevs av George Francis Hampson 1926. Egnasia rufifusalis ingår i släktet Egnasia och familjen nattflyn. Inga underarter finns listade i Catalogue of Life.